# 柴田俊明
柴田俊明（しばた としあき、1967年 - ）は、現代日本の洋画家の一人。ロシア・アヴァンギャルドの画家パーヴェル・フィローノフの研究者としても知られる。
1967年愛知県名古屋市に生まれる。1986年愛知県立長久手高等学校を卒業後、上京。1990年東京造形大学造形学部美術学科絵画専攻卒。1997年東京芸術大学大学院美術研究科博士後期課程美術専攻単位取得満期退学。
洋画家としての活動は、1989年に東京で初個展、以後現在まで18回の個展を開催。第30回昭和会展招待作家（1995）。公募団体は新制作協会に所属し、1991年、第55回新制作展に初入選。93年、94年の二度の落選を経て、2006年、新作家賞を受賞。
作品は、主に人物をモチーフとした構成的な作風で知られる。
1994年、東京芸術大学大学院における修士論文で、『パーヴェル・フィローノフ絵画理論研究序説— 分析的芸術論と作品にみられる彼の世界観に関する一考察 —』を発表。2002年には、個展及びフィローノフ研究の為にロシア・サンクトペテルブルクを訪問。国立ロシア美術館側の協力で、作品収蔵庫のフィローノフ作品を調査した。その後、2004年に論文『パーヴェル・フィローノフの研究 — 絵画作品の分析 —』（美術教育研究、第9号）を発表している。
武蔵野美術学園講師、新制作協会協友。東京都在住。